# Silvio Meier
Silvio Meier (Quedlinburg, 1965 – Berlín, 21 de novembre de 1992) va ser un activista polític i okupa d'Alemanya de l'Est que va ser assassinat per neonazis. Després de traslladar-se a Berlín Est el 1986, Meier es va involucrar en la política d'oposició a l'Església des de baix, un grup evangelista de base. La seva mort s'ha commemorat amb una marxa commemorativa anual i el canvi de nom d'un carrer del barri berlinès de Friedrichshain.

## Biografia
Silvio Meier va néixer l'any 1965 i va créixer a la ciutat de Quedlinburg, Alemanya de l'est. Es va formar com a fabricant d'eines, abans de traslladar-se a Berlín Est el 1986 on ràpidament es va involucrar en el moviment punk i la política d'oposició. Amb altres, va dirigir una biblioteca radical a l'església de Zionskirchplatz i va publicar un butlletí samizdat anomenat Infoblatt mOAningstar (les majúscules "OA" fent referència a Offene Arbeig). Va ajudar a fundar Kirche von Unten (Església des de baix), organització que va fer campanya per un espai per organitzar esdeveniments alternatius. Un d'aquests esdeveniments va ser un concert clandestí a l'església de Zionskirchplatz el 17 d'octubre de 1987 que va atreure mil persones, amb la banda Die Firma donant suport als caps de cartell Element of Crime, que eren de Berlín Occidental. Meier tenia bones connexions amb l'escena anarquista de Berlín Occidental perquè el seu germà gran hi vivia a l'exili. Després que les bandes havien tocat, el concert va ser atacat pels neonazis i la policia va observar, però no va intervenir, provocant una polèmica tant als mitjans d'Alemanya oriental com occidental.
Juntament amb altres activistes, Meier i la seva parella van ser registrats i interrogats per l'⁣Stasi el 1988, després d'una manifestació prop del Museu de Pèrgam. Quan el mur de Berlín va caure el 1989, Meier va participar en l'⁣ocupació de la Schreinerstrasse 47 a Friedrichshain, un dels primers edificis que es van ocupar a Berlín Est. Aquest va ser l'inici d'un moviment d'habitatge que va ocupar més de 100 edificis a mitjans de 1990 i després va decaure després de la batalla de Mainzer Straße al novembre.

## Mort i llegat

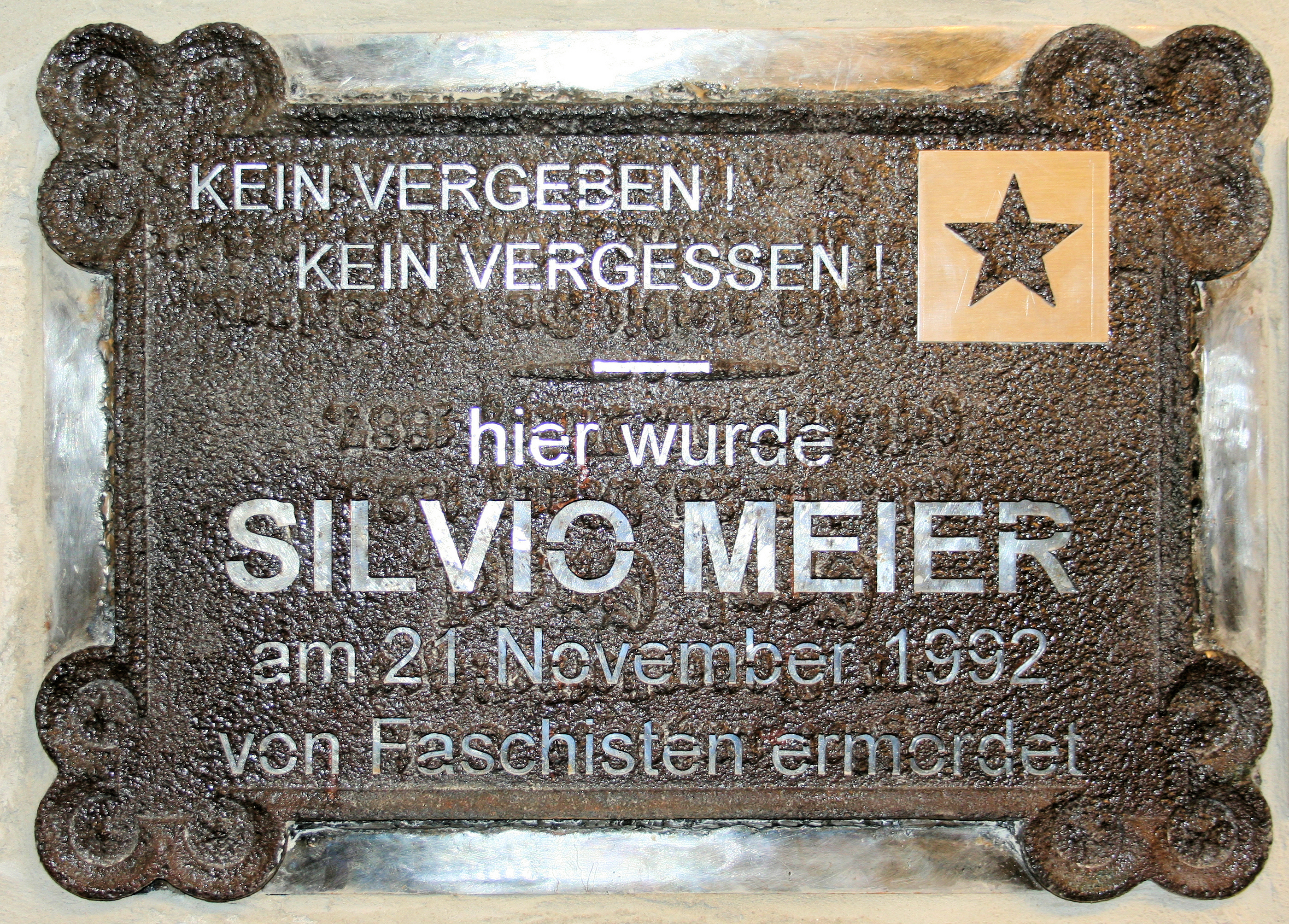
El monument a Meier a l'estació d'U-Bahn de Samariterstraße

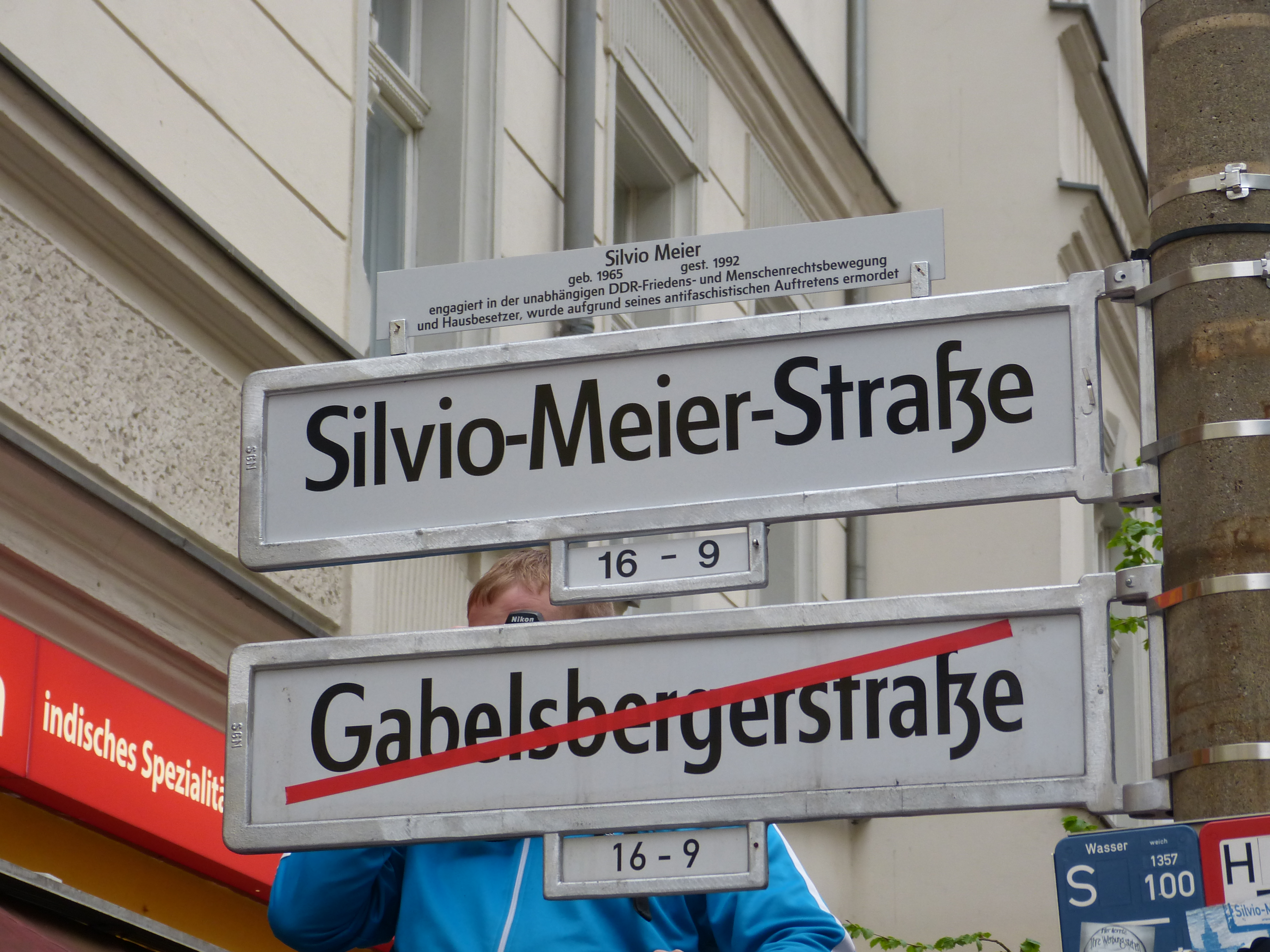
El carrer de Friedrichshain va canviar el nom el 2013

El 1992, Meier vivia a Schreinerstrasse 47 i treballava com a impressor. Va tenir un fill d'un any i va anomenar la seva casa "Villa Felix" pel seu nom. El 21 de novembre de 1992, Meier tenia la intenció d'anar al club Eimer de Mitte amb uns amics. A l'⁣estació d'U-Bahn de Samariterstraße, a la cantonada de Samariterstraße i Frankfurter Allee, el grup es va trobar amb una banda de neonazis de Lichtenberg. Es va produir un enfrontament, en el qual Meier va ser apunyalat al pit i un altre home va quedar inconscient. Meier va morir a causa de les seves ferides, als 27 anys.
L'endemà, un grup de 100 persones es va reunir a Schrienerstrasse 47. Van marxar cap a un club juvenil que portava el nom de Judith Auer a Lichtenberg, que se sap que era freqüentat pels neonazis i el van saquejar. L'any 1993, un jove de 17 anys va ser condemnat a quatre anys i mig de presó per l'⁣homicidi de Meier i dos més van rebre també condemnes suspeses. Tots tres estaven vinculats al club juvenil.
Es va erigir una placa a l'estació d'U-Bahn on Meier va ser assassinat i cada any té lloc una marxa commemorativa el 21 de novembre. Les xifres van créixer de 200 participants el 1994 a 5.000 manifestants tant el 2012 com el 2013. Es va cancel·lar el 2018 i es va tornar a produir el 2019. L'abril de 2013, un carrer de Friedrichshain va ser rebatejat com a Silvio-Meier-Straße. El nomenament concernia els amics de Meier, que creien que no hauria volgut convertir-se en un heroi. L'any anterior un centre social autogestionat de Bolonya havia batejat una plaça amb el nom de Meier.
L'any 2016, el municipi de Friedrichshain-Kreuzberg va crear el Premi Silvio Meier com a mitjà per reconèixer les accions preses contra l'extremisme de dreta. Va ser atorgat a dos activistes antifeixistes. L'any següent va ser rebut per la campanya Stand Up Against Racism.